# بتیست (اکلاهما)
بتیست (به انگلیسی: Battiest) یک منطقهٔ مسکونی در ایالات متحده آمریکا است که در شهرستان مک‌کرتین، اکلاهما واقع شده‌است.